# Bruninho (cầu thủ bóng đá, sinh 1988)
Bruno Filipe Lopes Correia (sinh ngày 30 tháng 9 năm 1988 ở Vila Nova de Gaia, Porto), hay Bruninho, là một cầu thủ bóng đá người Bồ Đào Nha thi đấu cho C.D. Mafra ở vị trí tiền vệ chạy cánh.